# Johann Peter van Ghelen
Johann Peter van Ghelen (* 1673 in Wien; † 19. September 1754 ebenda) war ein österreichischer Buchdrucker.

## Leben
Johann Peter van Ghelen war der Sohn des aus Antwerpen stammenden Wiener Buchdruckers Johann van Ghelen. Er lernte bei seinem Vater den Buchdruck, 1692 in Brüssel den Buchhandel. Nach Reisen durch Deutschland, Frankreich und Italien kehrte er nach Hause zurück und übernahm schrittweise den väterlichen Betrieb.
Ghelen erwarb kaiserliche Privilegien, die ihn zum ausschließlichen Druck und Verlag von Kalendern, Evangelien- und Gebetbüchern berechtigte. Mit diesem Privileg konnte er 1722 die Rechte am Wiennerischen Diarium übernehmen, bis 2023 die älteste  bestehende Tageszeitung der Welt. Er errichtete in Folge ein Pressemonopol in Wien, welches über ein halbes Jahrhundert anhielt. Damit erreichte er mit dem „Wienner Diarium“ den Charakter einer Staatszeitung.
Nach seinem Tode führte Johann Leopold van Ghelen die Firma weiter. 1894 wurde die Ghelengasse in Wien-Hietzing nach ihm und seinem Vater benannt.

## Einige Verlagswerke
- Johann Joseph Fux: Gradus ad Parnassum, 1725
- Matthias Seutter: Atlas novus, 1730
- Matej Bel: Notitia Hungaricae novae historicae geographica devisa, 4 Bände, 1735–42